# 普賢象

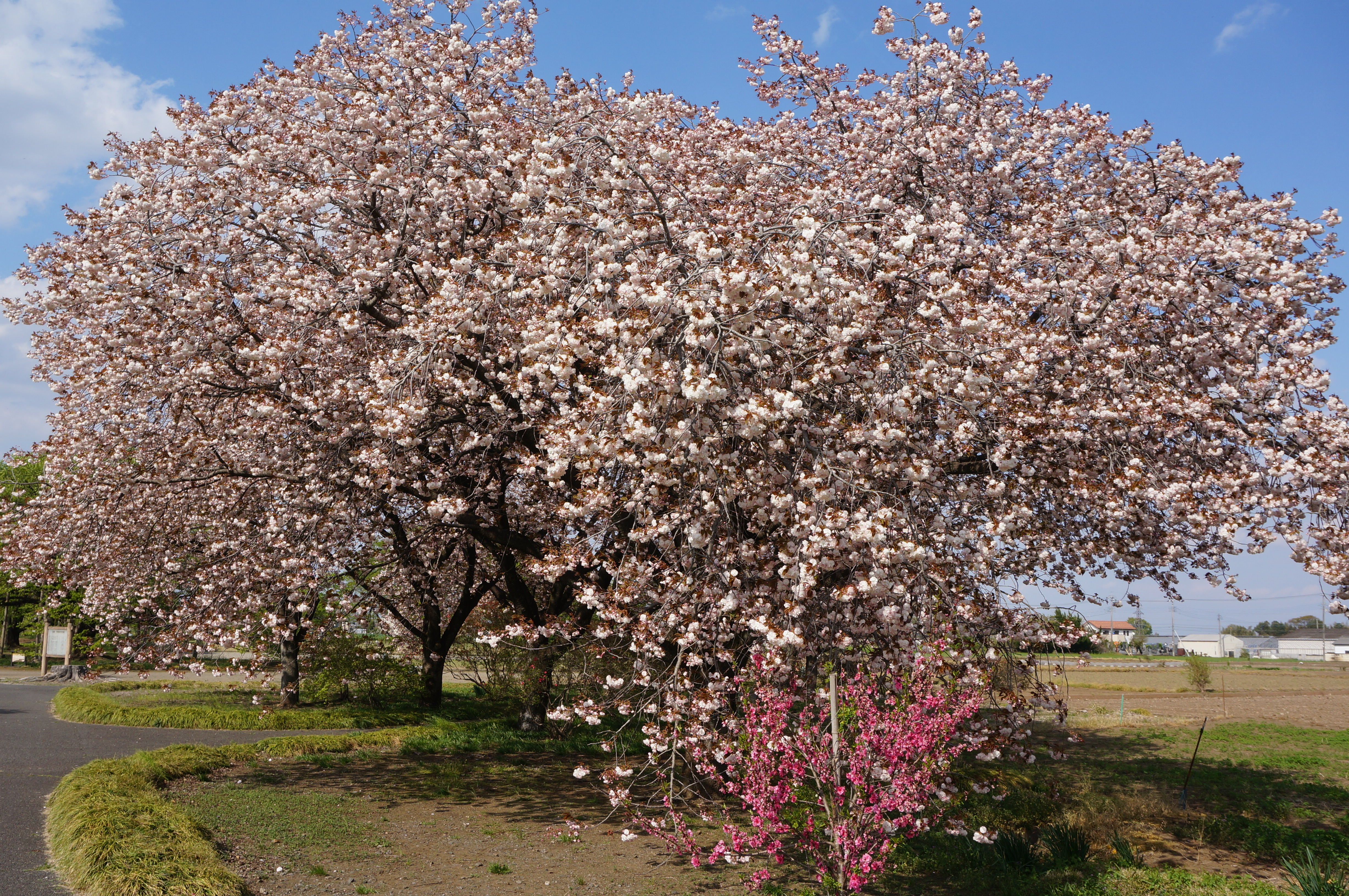

普賢象（日语：フゲンゾウ，學名Cerasus Sato-zakura Group ‘Albo-rosea’ Makino）是薔薇科李屬的一種植物。這種櫻花是基於大島櫻的一種八重櫻，因花中央的雌蕊類似普賢菩薩乘坐的白象的鼻子，因而得名。這種櫻花的栽培歷史至少可追溯至室町時代。在東京的花期是4月下旬。普賢象亦是曾在荒川堤種植的櫻花品種之一。